# Benjamin Patersen
Benjamin Patersen (Paterson), född 2 september 1750 i Varberg, död 1814 eller 1815 i S:t Petersburg, var en svensk tecknare, grafiker och hovmålare.
Han var son till tullskrivaren Christian Paterson och Catharina Linder och från 1781 gift med Kristina Juliusdotter Tillman. Patersen som i en del rysk litteratur anges som dansk eller engelsman antogs som lärling av Simon Fick vid Göteborgs Målareämbete 1765 där han blev gesäll 1769. Han flyttade troligen till Ryssland på 1770-talet och är påvisbar i Riga 1784 och från 1787 i S:t Petersburg. Några av hans bilder från S:t Petersburg som han utförde i slutet av 1700-talet reproducerades i I Bozerjanovs bok Nevskij Prospekt 1903. Han utnämndes till rysk hovmålare 1798 och erhöll samma år medlemskap i Svenska konstakademien. Han medverkade i akademiens utställningar 1792 och 1793 och var representerad vid akademiens utställning 1799 med en sommarvy från S:t Petersburg. Hans konst består av porträtt, landskap och vedutamålningar med motiv hämtade från S:t Petersburg. Patersen är representerad vid Konstakademien, Drottningholms slott, Nationalmuseum och på Rosersbergs slott.